# 艾贝司他
艾贝司他（INN：Abexinostat，前身为PCI-24781），也译为阿贝司他，是一种用于癌症治疗的实验性候选药物。它由法莫斯利医药（Pharmacyclics）开发并授权给徐诺药业，并且正在进行B细胞淋巴瘤的II期临床试验。临床前研究表明它还具有治疗不同类型癌症的潜力。
艾贝司他作为一种泛组蛋白脱乙酰酶抑制剂发挥其作用并抑制RAD51，后者参与修复DNA双链断裂。